# Mercato umido

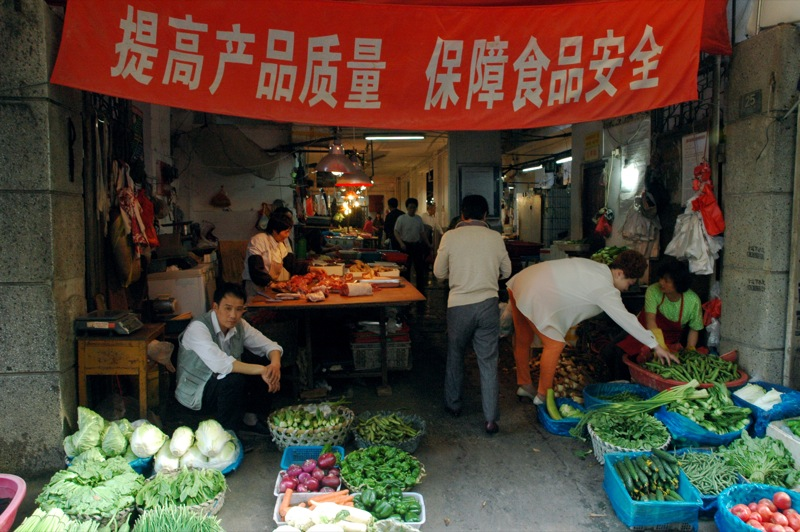
Immagine di un mercato umido

Un mercato umido è un mercato all'aperto dedito alla vendita di beni deperibili, quali carne fresca, pesce o frutta. Il nome proviene dell'abitudine di bagnare e pulire regolarmente i pavimenti con acqua ed è in contrapposizione ai cosiddetti "mercati secchi", che si occupano invece della vendita di beni come stoffe e componenti elettronici. Sebbene non tutti i mercati umidi vendano animali vivi, il termine è spesso usato per indicare un mercato nel quale la macellazione di animali avviene al momento stesso dell'acquisto.
La maggior parte dei mercati umidi non commercializza animali selvatici o esotici, ma quelli che lo fanno sono stati collegati a focolai di malattie zoonotiche. In particolar modo, si ritiene che il mercato all'ingrosso del pesce di Huanan a Wuhan abbia svolto un ruolo fondamentale nella nascita e diffusione del SARS-CoV-2, virus alla base della pandemia di COVID-19.

## Terminologia
Il termine "mercato umido" è entrato in uso comune a Singapore nei primi anni 1970, quando il governo lo ha utilizzato per distinguere tali mercati tradizionali dai supermercati che erano diventati popolari in quei luoghi. Il termine ("wet market" in inglese) è stato aggiunto all'Oxford English Dictionary (OED) nel 2016, come parola utilizzata in tutto il sud-est asiatico. Il primo utilizzo citato del termine nell'OED risale al The Straits Times di Singapore nel 1978.

## Caratteristiche
Solitamente all'interno dei mercati umidi sono presenti sia macellerie che pescherie. La concorrenza dei supermercati, che offrono un migliore livello igienico, ha spinto molti mercati umidi ad abbandonare la tradizionale modalità "all'aria aperta" in favore di locali coperti. Inoltre, i supermercati offrono prodotti già lavorati, che spesso includono conservanti che ne ritardano il deperimento e la scadenza, mentre i mercati umidi non possono conservare per molto tempo i prodotti, trattandosi di beni freschi.
Per alcuni clienti è importante vedere l'animale vivo prima di procedere all'acquisto, in modo da comprovare la salute e la qualità dello stesso, cosa solitamente impossibile all'interno dei supermercati, fatta eccezione per alcuni pesci e frutti di mare; la maggior parte dei mercati umidi presenta installazioni che permettono al cliente di scegliere un animale e portarlo a casa ancora in vita.

## Critiche

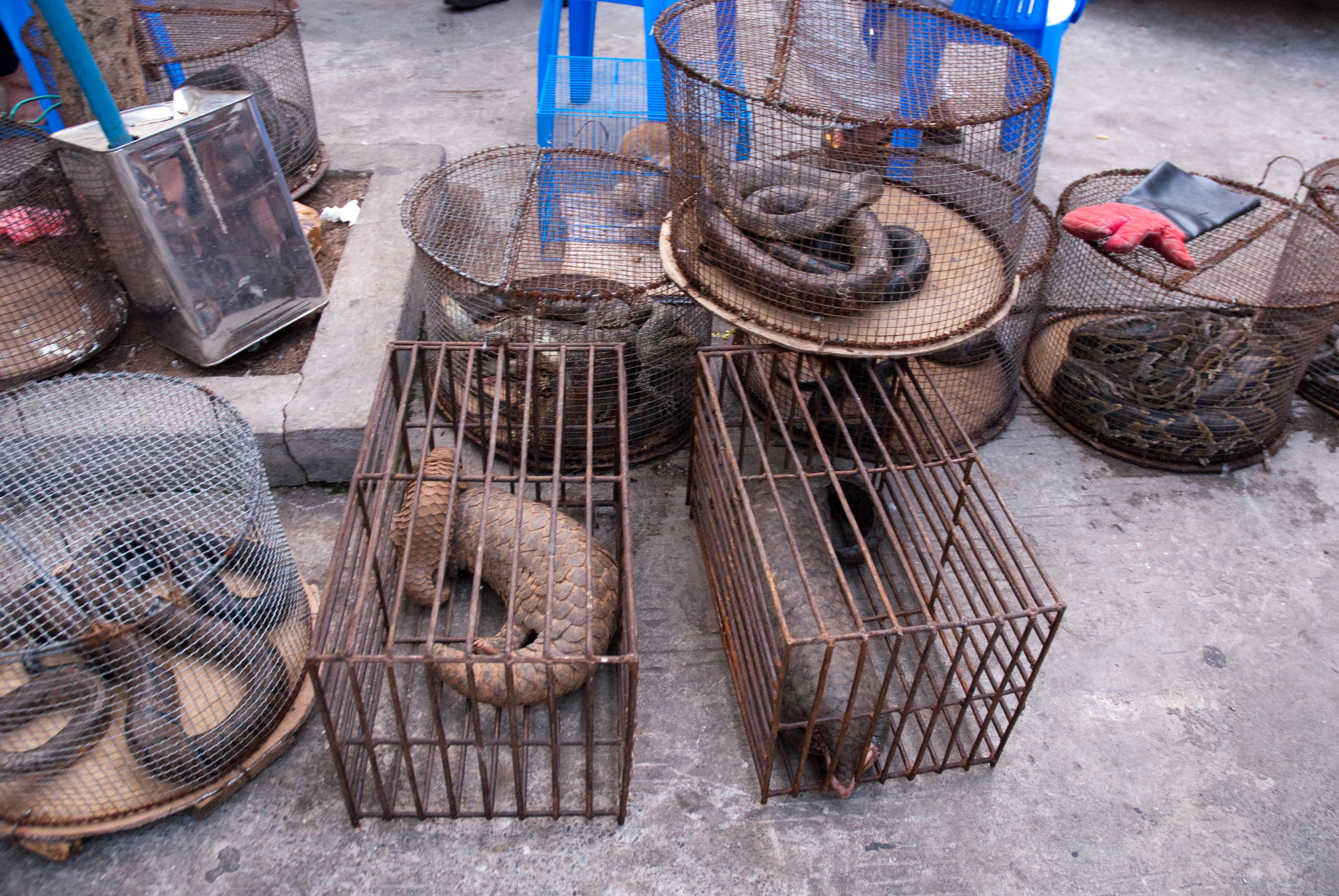
Gabbie con pangolini e serpenti in un mercato di animali selvatici a Mong La, Birmania.

Gli animali vengono tenuti in vita il più a lungo possibile per poter essere meglio ispezionati dai clienti. Spesso sono rinchiusi in gabbie di piccole dimensioni, e le immagini di macellerie e mercati pieni di animali vivi sono state oggetto di forti critiche da parte di diversi paesi e associazioni animaliste.
In caso di inosservanza delle misure di igiene e sanitarie, i mercati umidi presentano ambiente fertile per la propagazione di malattie. Infatti, dopo il loro arrivo gli animali entrano in contatto diretto sia con venditori, macellai e clienti, sia con insetti quali mosche o zanzare, permettendo la diffusione rapida di malattie e aumentando la possibilità di un salto di specie.

### COVID-19
Durante la pandemia di COVID-19, i mercati umidi cinesi sono stati accusati di aver contribuito alla nascita e diffusione del virus.
Nei mesi di marzo e aprile 2020, alcuni rapporti hanno evidenziato i potenziali rischi sanitari di altri mercati umidi in diversi paesi dell'Asia, dell'Africa e più in generale del mondo. Nell'aprile dello stesso anno sono stati lanciati diversi appelli, fra gli altri da parte del direttore della NIAID Anthony Fauci e della responsabile per la biodiversità del Programma delle Nazioni Unite per l'ambiente, Elizabeth Maruma Mrema, con la richiesta della chiusura dei mercati di animali selvatici a causa del rischio di sviluppare nuove malattie zoonotiche e del rischio che ponevano alle specie a rischio d'estinzione.

## Ruolo economico
I mercati umidi dipendono meno dai prodotti importati rispetto ai supermercati a causa dei loro volumi più piccoli e della minore enfasi sulla coerenza. I mercati umidi sono stati descritti in uno studio sulla sicurezza alimentare del 2019 come "essenziali per garantire la sicurezza alimentare urbana", in particolare nelle città cinesi. Il ruolo dei mercati umidi nel sostenere la sicurezza alimentare urbana include i prezzi dei prodotti alimentari e l'accessibilità fisica. 
Articoli accademici sugli studi urbani, studi sulla distribuzione alimentare e l'Agenzia nazionale per l'ambiente di Singapore hanno evidenziato prezzi più bassi, una maggiore freschezza del cibo e la facilitazione sia della contrattazione che dell'interazione sociale come ragioni principali per la persistenza dei mercati umidi, che è stata anche attribuita alle "tradizioni culinarie che richiedono carne e pesce appena macellati anziché carni congelate". 
Nei paesi in via di sviluppo con economie basate sull’agricoltura, la carne fresca viene distribuita principalmente attraverso i tradizionali mercati umidi o le bancarelle della carne. I mercati umidi che vendono carne fresca sono spesso annessi o situati vicino a strutture di macellazione.

## Nel mondo

### Asia

#### Cina

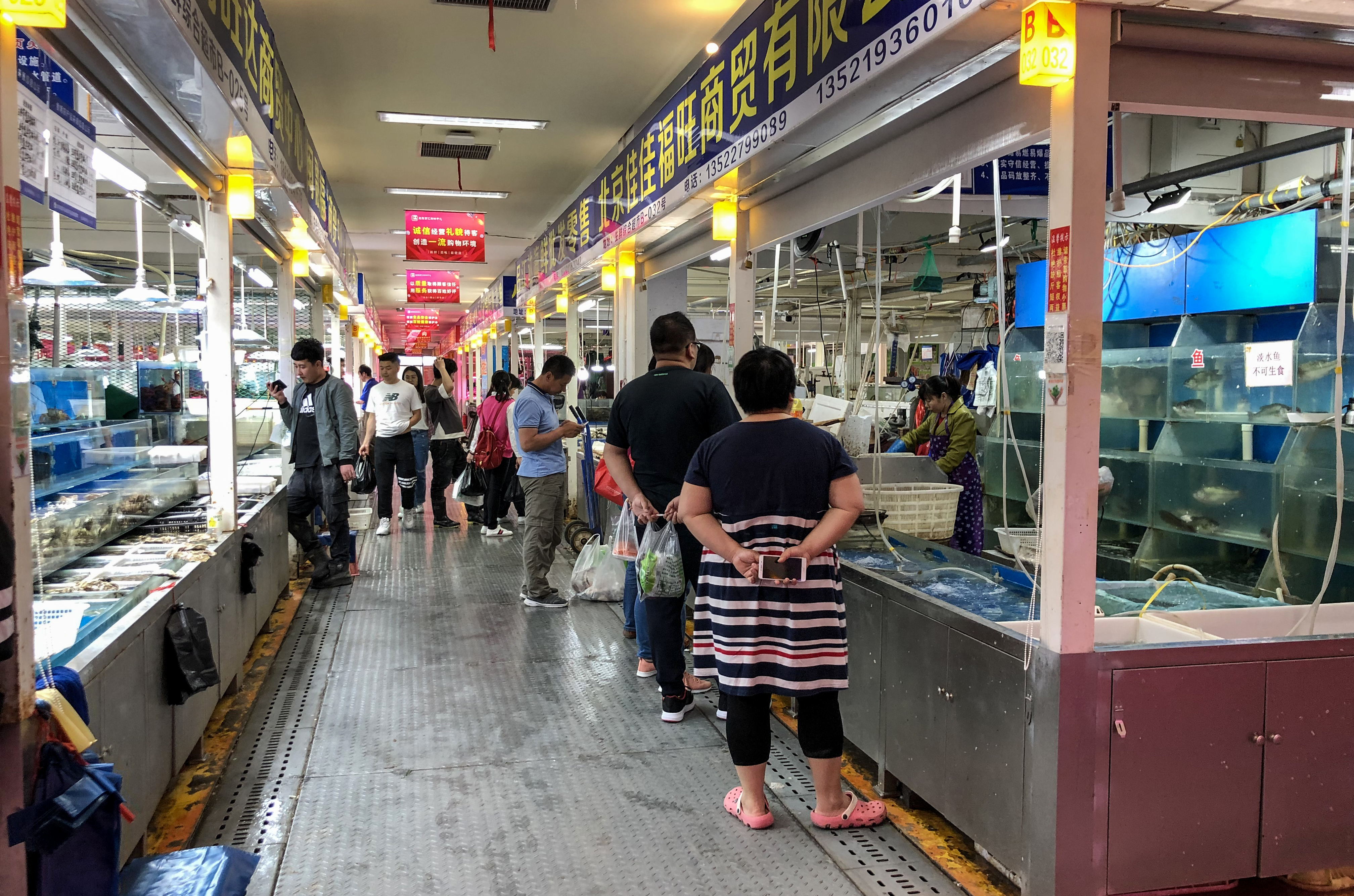
Sezione dei frutti di mare del mercato umido Sanqi Baihui a Pechino

Dagli anni '90, le grandi città della Cina hanno spostato i tradizionali mercati umidi all'aperto in moderne strutture al coperto. A partire dal 2018, i mercati umidi sono rimasti il punto vendita alimentare più diffuso nelle regioni urbane della Cina nonostante l'ascesa delle catene di supermercati a partire dagli anni '90. Durante gli anni 2010, sono emersi "mercati intelligenti" dotati di terminali di pagamento elettronico mentre i mercati umidi tradizionali hanno dovuto affrontare la crescente concorrenza dei discount. I mercati umidi hanno anche iniziato a dover affrontare la concorrenza dei negozi di alimentari online, come i negozi Hema di Alibaba. 
Il commercio di animali selvatici non è comune in Cina, in particolare nelle grandi città, e la maggior parte dei mercati umidi in Cina non contiene animali vivi o selvatici, a parte i pesci tenuti in vasche. Nei primi anni '80, l'allevamento di animali selvatici su piccola scala iniziò con la riforma economica cinese. Cominciò ad espandersi a livello nazionale con il sostegno del governo negli anni '90, ma era ampiamente concentrato nelle province sudorientali.
In seguito all'epidemia di SARS del 2002-2004, la Cina aveva emanato un divieto per i mercati umidi di ospitare animali selvatici. Questo divieto è stato successivamente derogato, salvo poi essere reintrodotto nel 2020 in risposta alla pandemia di COVID-19. In realtà, denunciano le associazioni animaliste, poco o nulla è cambiato.

#### Emirati Arabi Uniti
Nell'ottobre 2018, un rapporto di Meat & Livestock Australia ha affermato che, sebbene il settore della vendita al dettaglio di generi alimentari degli Emirati Arabi Uniti sia altamente sviluppato, i mercati umidi sono ancora importanti in tutto il paese. 

#### Filippine
Nelle Filippine, i mercati umidi sono gestiti da cooperative secondo una legislazione come il Codice delle cooperative (RA 7160) e l'Agriculture and Fisheries Modernization Act (RA 8435). Il governo filippino ha il controllo sul prezzo di alcune materie prime vendute nei palengkes, in particolare alimenti essenziali come il riso. 
Nel luglio 2017, il mercato umido digitale Palengke Boy è stato lanciato a Davao City per competere con i tradizionali mercati umidi. Nel marzo 2020, il governo locale di Pasig aveva lanciato un mercato umido mobile per garantire l'accesso ai beni di prima necessità durante la pandemia di COVID-19. 

#### Hong Kong

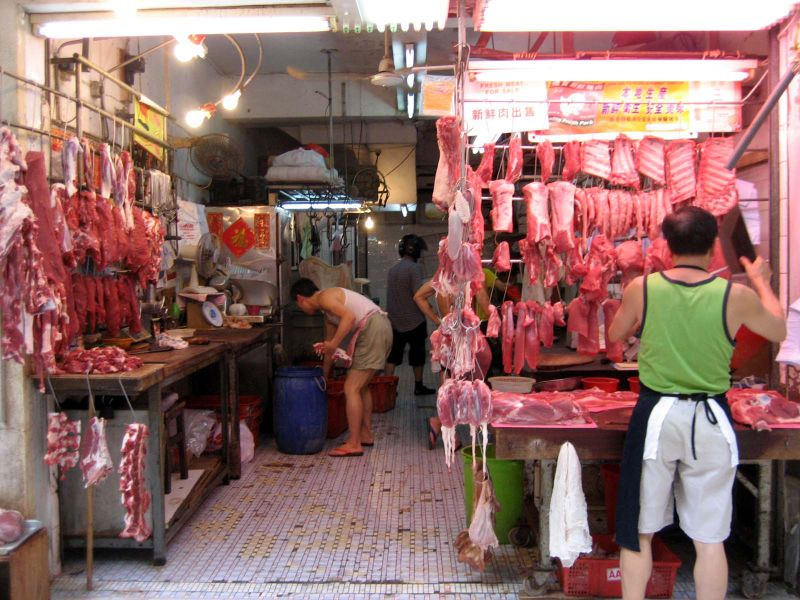
Una bancarella di carne in un mercato umido di Hong Kong

I grandi mercati umidi centralizzati esistono ad Hong Kong almeno dal 16 maggio 1842, quando fu aperto il Mercato Centrale. I mercati umidi sono frequentati soprattutto da residenti anziani, da coloro con redditi più bassi e da collaboratori domestici che servono circa il 10% dei residenti di Hong Kong. La maggior parte dei quartieri ospita almeno un mercato umido. I mercati umidi sono diventati mete per i turisti che vogliono "vedere la vera Hong Kong". 
Prima del 2000, molti dei mercati umidi di Hong Kong erano gestiti dall'Urban Council (sull'isola di Hong Kong e Kowloon) o dal Regional Council (nei Nuovi Territori). Dal 2000, i mercati umidi di Hong Kong sono regolamentati dal Food and Environmental Hygiene Department. In base al regolamento sui macelli, la macellazione di bovini, suini, capre, pecore o perissodactyla vivi destinati al consumo umano deve avvenire in un macello autorizzato. Nessuno dei mercati umidi di Hong Kong ospita animali selvatici o esotici. 
Nel 2018, la FEHD gestiva 74 mercati umidi che ospitavano circa 13.070 bancarelle. Inoltre, l’Hong Kong Housing Authority gestiva 21 mercati mentre gli sviluppatori privati ne gestivano circa 99 (nel 2017). 

#### India
L'industria indiana della carne, del pollame e dei frutti di mare dipende in larga misura dai mercati umidi. Secondo Food & Beverage News, i consumatori nazionali preferiscono la carne fresca tagliata nei mercati umidi rispetto alle carni lavorate e congelate, nonostante la maggior parte dei macelli dei mercati umidi indiani utilizzi strutture obsolete e poco igieniche. 
A Delhi, il sistema di vendita al dettaglio alimentare è costituito dal tradizionale settore informale della vendita al dettaglio alimentare (mercati umidi, carretti e negozi "mom-and-pop" kirana), cooperative di rivenditori con affitto gratuito e sovvenzionato, canali di distribuzione alimentare di proprietà del governo e supermercati privati moderni. I mercati umidi di Delhi sono generalmente costituiti da un certo numero di piccoli rivenditori che si raggruppano per vendere i loro prodotti durante orari giornalieri fissi. Uno studio del 2010 sulla vendita al dettaglio alimentare di Delhi ha rilevato che il 68% - 75% della quantità totale di frutta e verdura venduta ai consumatori è stata distribuita dai rivenditori dei mercati umidi. Lo stesso studio ha intervistato i consumatori di 518 rivenditori dei mercati umidi di Delhi e ha scoperto che le loro transazioni includevano relativamente poca contrattazione, con solo una differenza media del 3% tra il prezzo finale e il prezzo inizialmente quotato. 

#### Indonesia

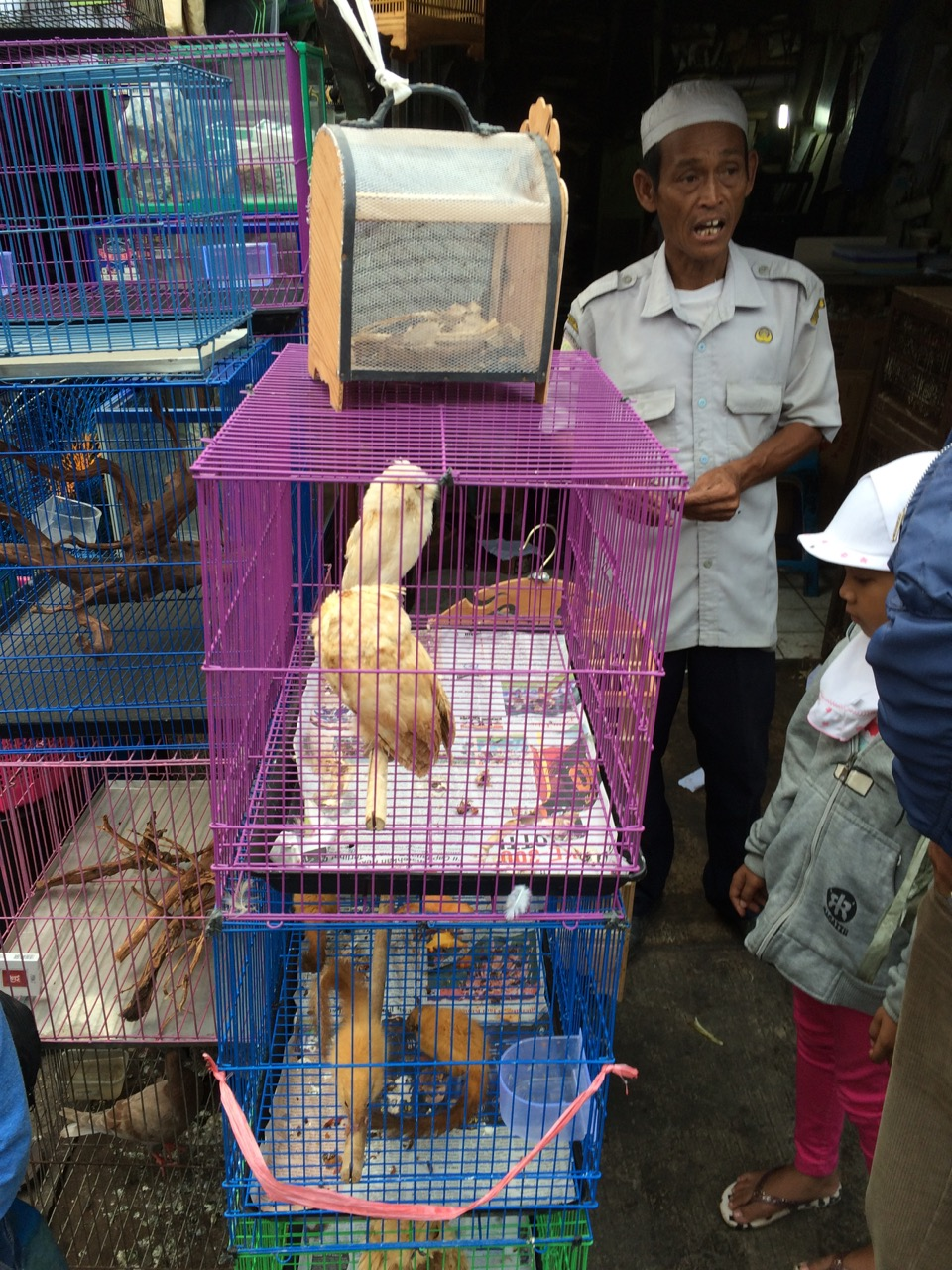
Gabbie con gufi e tupaie al mercato umido di Jatinegara a Giacarta

I mercati umidi tradizionali, chiamati pasar (compresi pasar malam e pasar pagi), si trovano in Indonesia sia nelle aree urbane che in quelle rurali. I mercati umidi affrontano una crescente concorrenza da parte dei supermercati e delle aziende di e-commerce come Shopee e Tokopedia. A partire dal 2020, ci sono 12,3 milioni di commercianti in 13.450 mercati umidi in Indonesia. 
Nel 2016, la politica del governo indonesiano volta a stabilizzare i prezzi della carne bovina ha imposto agli importatori di vendere carni a prezzi più bassi nei mercati umidi anziché nei supermercati e negli ipermercati. Nella Grande Giacarta, la carne di bufalo indiano viene venduta prevalentemente nei mercati umidi, con una penetrazione di mercato limitata da parte di supermercati e ipermercati a partire dal 2018. Al contrario, solo il 7% dei consumatori di Giacarta acquista carne bovina australiana dai supermercati nel 2018. In quell'anno, i venditori dei mercati umidi indonesiani che importano beni hanno espresso preoccupazione per la diminuzione del valore della rupia indonesiana. 
I mercati umidi in tutta l'Indonesia hanno subito importanti ristrutturazioni negli anni 2010 nell'ambito di un programma governativo. Nel 2018, il primo mercato umido moderno è stato aperto a Giacarta con un laboratorio e strutture di congelamento e refrigerazione. Fino a giugno 2020, i protocolli sanitari e le restrizioni alla mobilità dovute alla pandemia di COVID-19 in Indonesia hanno comportato una riduzione del 65% delle entrate per i commercianti del mercato umido, secondo la Traditional Market Traders Association (IKAPPI). A metà del 2020, i mercati umidi in diverse province hanno rappresentato diversi importanti focolai di casi di COVID-19. Un sondaggio dell'Università di Airlangga condotto da maggio a giugno 2020 ha rilevato che le persone nei mercati umidi di Giava orientale seguivano i protocolli sanitari, tra cui il distanziamento sociale e l'uso della mascherina, il minimo rispetto ad altri luoghi pubblici di Giava orientale.

#### Malesia
A partire dal marzo 2020, il governo malese aveva messo temporaneamente al bando le attività di tutti i mercati umidi (inclusi i pasar malam e i pasar pagi) in risposta alla crescita della pandemia di COVID-19 nel paese.

#### Singapore
I mercati umidi di Singapore sono sovvenzionati dal governo. Il Tekka Market, il Tiong Bahru Market e il Chinatown Complex Market sono importanti mercati umidi che contengono frutta di stagione, verdure fresche, carne di manzo importata e frutti di mare vivi. 
Nei primi anni '90, la macellazione degli animali è stata vietata in 12 mercati del centro città e in 22 centri di mercato umido a Singapore. All'inizio del 2020, la National Environment Agency aveva emesso avvisi per "elevati standard di igiene e pulizia" per gli 83 mercati che supervisionava in risposta alla pandemia di COVID-19 del 2020. 

#### Sri Lanka
Nello Sri Lanka, dove il pollame è la principale industria zootecnica e costituisce l'unica industria di esportazione di carne, la maggior parte dei polli da carne viene lavorata meccanicamente in impianti semi-automatici. Tuttavia, il pollame viene ancora macellato in mercati umidi che generalmente soddisfano gruppi specifici di clienti e gruppi etnici. Uno studio del 2017 su 102 impianti di lavorazione del pollame semi-automatici e 25 mercati umidi di macellazione del pollame ha rilevato che il 27,4% dei campioni di pelle del collo del pollo da carne provenienti dagli impianti di lavorazione semi-automatici sono risultati positivi alla contaminazione da Campylobacter, così come anche il 48% dello stesso tipo di campioni provenienti dagli impianti di lavorazione del mercato umido. 

#### Taiwan
Molti mercati umidi a Taiwan hanno avuto origine da gruppi di venditori ambulanti e bancarelle lungo le strade che si sono organizzate in strutture fisiche informali. Alla fine del 2020, i mercati umidi erano in declino in tutta Taiwan da decenni e gli sforzi di rivitalizzazione sono stati in gran parte infruttuosi. 
Nel 1997, un rapporto del governo della città di Taipei indicava che la città aveva 61 grandi mercati umidi con quasi 10.000 venditori registrati. Il rapporto indicava anche che la maggior parte dei mercati umidi della città necessitava seriamente di riparazioni e che quasi 3.500 bancarelle dei venditori erano vuote. Il mercato Nanmen di Taipei è un mercato umido tradizionale di proprietà del governo che fu aperto nel 1907 durante il dominio coloniale giapponese. L'edificio del mercato è stato demolito nell'ottobre 2019 e il mercato è stato temporaneamente trasferito fino al completamento del suo moderno edificio sostitutivo di 12 piani nel 2022. 
Uno dei più grandi mercati umidi di Taiwan, il mercato Jianguo di Taichung, è stato demolito e sostituito da una nuova struttura nel 2016. Le nuove strutture fornivano una migliore igiene, accessibilità per disabili e refrigerazione, ma il trasferimento è stato inizialmente accolto con esitazione dai venditori locali prima che una campagna di sensibilizzazione popolare portasse a una maggiore accettazione.

#### Thailandia
I mercati umidi sono il luogo preferito per la spesa alimentare in Thailandia a causa della preferenza locale per il cibo fresco, così come per i prezzi più bassi e la familiarità con i negozianti. 

#### Vietnam
Nel 2017, secondo le stime del governo, in Vietnam c’erano circa 9.000 mercati umidi, 800 supermercati, 160 centri commerciali e 1,3 milioni di piccoli negozi a conduzione familiare. 
Nel 2017, il governo della città di Hanoi ha pianificato di rinnovare i mercati umidi della città e trasformarli in moderni centri commerciali. Il piano ha incontrato la resistenza dei venditori dei mercati umidi dopo un calo significativo delle cifre di vendita di altri mercati che erano stati spostati nei sotterranei dei centri commerciali di lusso. 
Nel 2020, il primo ministro del Vietnam Nguyễn Xuân Phúc ha annunciato proposte per vietare il commercio di fauna selvatica in Vietnam.

### Africa

#### Etiopia
Secondo uno studio del 2013 sulle catene del valore agricolo, circa il 90% delle famiglie in Etiopia, in tutte le fasce di reddito, acquista la carne bovina dai macellai locali nei mercati umidi. 

#### Kenia
La filiera agricola più comune in Kenya prevede che gli agricoltori vendano i loro prodotti ai raccoglitori che poi li rivendono ai rivenditori nei mercati umidi. Uno studio del 2006 nelle aree intorno a Nairobi e Kisumu ha rilevato che il 21% degli agricoltori vendeva ai raccoglitori, il 17% vendeva direttamente ai grossisti e il 14% vendeva direttamente ai venditori dei mercati umidi. Sia i raccoglitori che i grossisti vendevano prevalentemente il loro inventario di prodotti ai venditori dei mercati umidi. I clienti dei mercati umidi nello studio erano prevalentemente consumatori finali, sebbene una piccola quota dei mercati umidi vendesse anche ai ristoranti. 

#### Nigeria

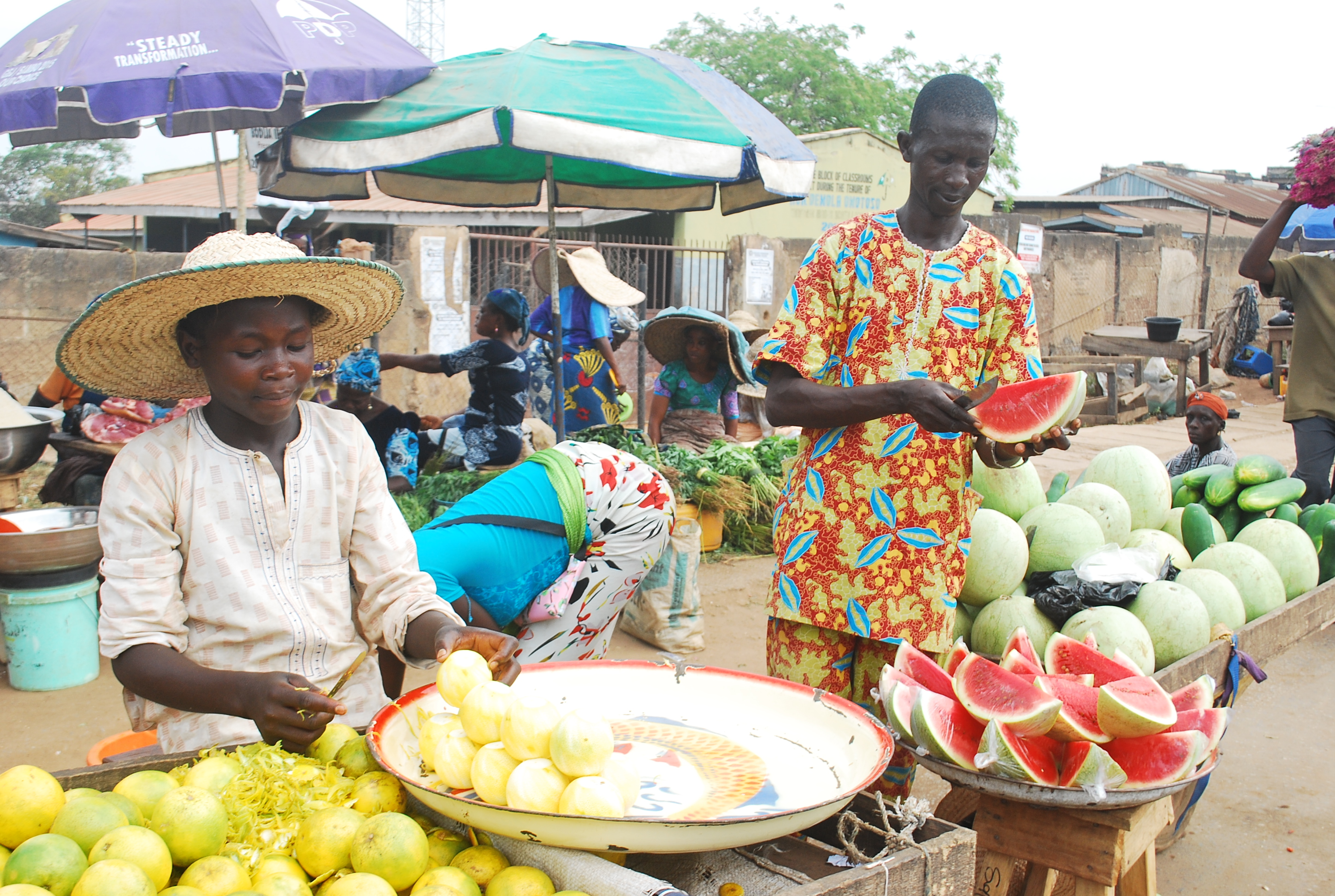
Venditori di frutta e verdura al mercato umido di Bodija, Ibadan, Nigeria

Secondo un rapporto del 2011 del Servizio agricolo estero dell’USDA, la maggior parte della clientela dei tradizionali mercati all’aperto in Nigeria è costituita da consumatori a basso e medio reddito. 
Dal 2008 al 2009, un gruppo di ricercatori sulla sicurezza alimentare ha lanciato un'iniziativa lavorando con un piccolo gruppo di macellai nella sezione del mercato umido del mercato Bodija a Ibadan per promuovere pratiche positive di sicurezza alimentare e formazione tra pari. L'iniziativa ha portato al 20% in più di campioni di carne di qualità accettabile. Uno studio di follow-up nel 2019 sullo stesso gruppo di macellai ha rilevato che, mentre molti dei macellai ricordavano ancora le pratiche di sicurezza alimentare, "nessuno dei macellai ha riferito di aver continuato ad acquistare e sostituire i materiali dopo l'esaurimento di quelli distribuiti durante il programma di intervento". Lo studio di follow-up ha rilevato che la sanificazione microbiologica nel 2018 era persino peggiore rispetto a prima dell'intervento del 2008-2009. 
Nel 2014, la licenza del mattatoio nella sezione del mercato umido del mercato di Bodija è stata revocata a causa di pratiche di manipolazione della carne non igieniche. Al suo posto, il governo locale ha aperto l'Ibadan Central Abattoir nel villaggio di Amosun, Akinyele attraverso partenariati pubblico-privati. La nuova struttura è dotata di moderne strutture per la macellazione e la lavorazione della carne fornite nel 2014 attraverso partenariati pubblico-privati ed è uno dei più grandi macelli dell'Africa occidentale, costituito da 15 ettari di terreno con bancarelle per 1000 venditori di carne, 170 negozi, edifici amministrativi, clinica, mensa, cella frigorifera e un inceneritore. Nel giugno 2018, i giornali locali hanno riferito che 5 persone sono state uccise nel mattatoio del mercato di Bodija quando una squadra di sicurezza ha tentato di imporre il trasferimento forzato dei mattatoi di Ibadan nelle nuove strutture come ordinato dal governo locale. 

#### Uganda
La filiera agricola più comune in Uganda prevede che gli agricoltori vendano i loro prodotti ai grossisti, che a loro volta li rivendono ai dettaglianti nei mercati umidi. Uno studio del 2006 nelle aree attorno a Kampala e Mbale ha rilevato che il 51% degli agricoltori vendeva ai grossisti e il 18% vendeva direttamente ai venditori dei mercati umidi, mentre il 34% dei grossisti vendeva ai venditori dei mercati umidi. I clienti dei mercati umidi nello studio erano prevalentemente consumatori finali, sebbene una piccola quota dei mercati umidi vendesse anche ai ristoranti.

### Americhe

#### Brasile

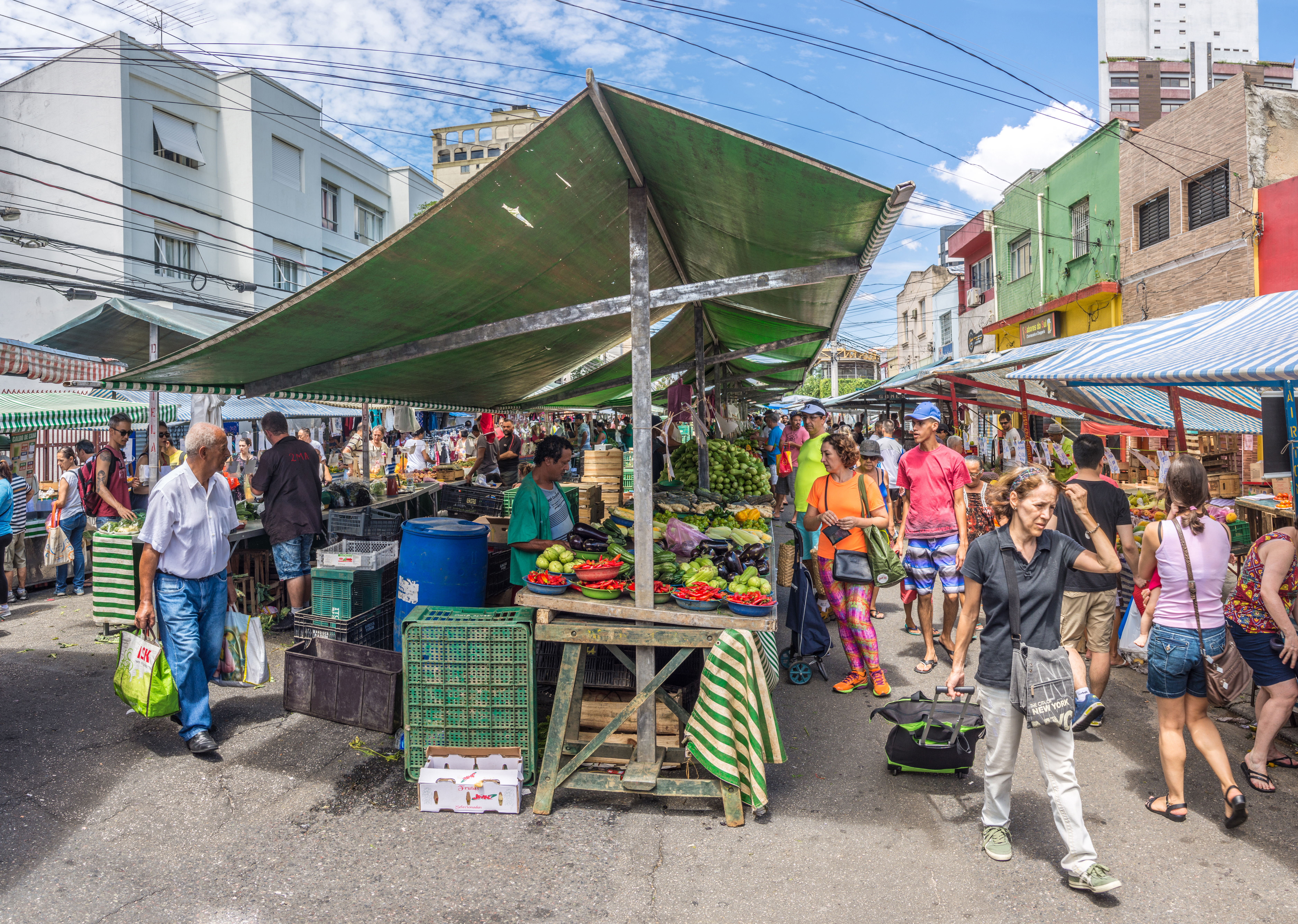
Mercato umido di strada di Saúde, San Paolo, Brasile

In Brasile, la regolamentazione dei mercati umidi è gestita a livello municipale. La regolamentazione varia molto in Brasile, con norme di zonizzazione che proibiscono i mercati umidi in alcuni comuni. 
Uno studio del 2003 ha rilevato che i mercati umidi stavano perdendo terreno nella vendita al dettaglio di prodotti alimentari a favore dei supermercati, che avevano una quota di mercato complessiva del 75%. I guadagni dei supermercati rispetto ai rivenditori di prodotti alimentari tradizionali in Brasile hanno riguardato prevalentemente la vendita al dettaglio di carne e pesce, con quote di mercato di carne e pesce freschi dei supermercati in genere tre volte superiori alla quota di mercato di frutta e verdura fresca. 

#### Colombia
Secondo un rapporto del 2010 del Servizio agricolo estero dell'USDA, ogni piccola città in Colombia ha in genere un mercato umido che è rifornito dalla produzione locale e apre almeno una volta alla settimana. Il rapporto descrive sia i mercati umidi al dettaglio che i mercati umidi all'ingrosso che forniscono prodotti alimentari per i "negozi Mom'n Pop". Ha stimato il numero di mercati umidi a circa 2.000, ma ha notato che il numero stava lentamente diminuendo nelle grandi città nonostante la presenza di grandi mercati umidi come Corabastos [es] a Bogotà. 

#### Groenlandia

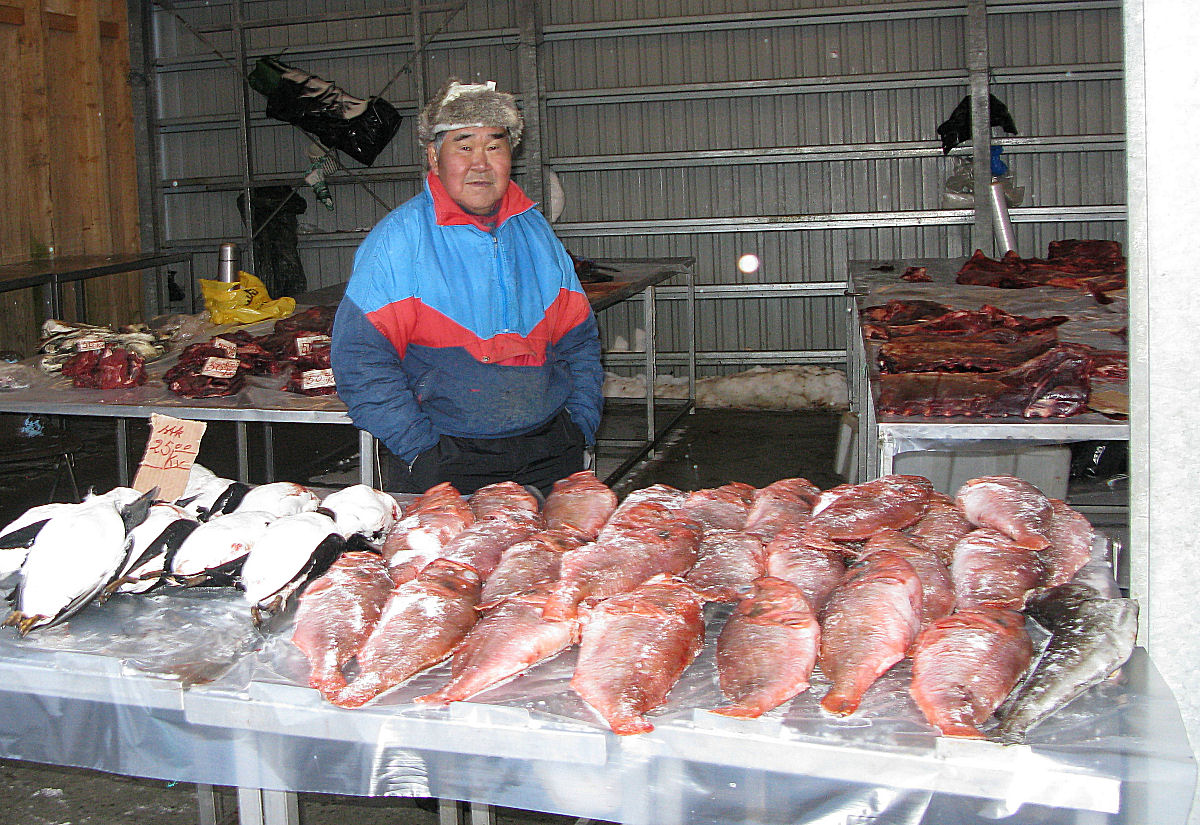
Una bancarella di frutti di mare al mercato umido di Kalaaliaraq

In Groenlandia, i mercati locali umidi noti come brætter vendono cibo proveniente da animali selvatici, tra cui carne di foca, di balena, di renna e di orso polare. I brætter non vendono animali vivi, ma la maggior parte della carne venduta nei brætter è fresca e macellata di recente. Mentre le città più grandi hanno strutture costruite appositamente, i brætter nelle città più piccole e negli insediamenti rurali vendono pesce in bancarelle all'aperto senza acqua corrente o elettricità. Fino al 2018, a Nuuk era consentita la vendita solo di carne fresca al mercato di Kalaaliaraq, il più grande mercato di prodotti alimentari freschi della Groenlandia, quando il governo ha iniziato a consentire la vendita di carne essiccata e salata a Kalaaliaraq. 
La trichinosi è un problema comune in Groenlandia a causa del consumo di carne di orso polare selvatico. Nel 2016, diverse persone sono state infettate da ascaridi Trichinella mangiando carne di orso polare da un brætter locale, nonostante la carne avesse inizialmente superato le ispezioni. A partire dal 2017, le ispezioni sulla Trichinella sulla carne di foca e di orso polare venduta nei brætter non sono obbligatorie. 

#### Messico
Alcuni mercati tradizionali messicani all'aperto chiamati tianguis, come il Mercado Margarita Maza de Juárez a Oaxaca, sono separati in un mercato umido (zona húmeda) e un mercato secco (zona seca). Uno studio del 2002 ha osservato una tendenza secondo cui i consumatori messicani, in particolare quelli della classe media, preferiscono sempre di più i supermercati per l'acquisto di carne bovina rispetto ai tradizionali mercati umidi. Nel 2014, uno studio sulla vendita al dettaglio di carne bovina messicana ha anche notato una transizione in corso dai tradizionali mercati umidi a servizio completo alle vetrine self-service per la carne nei supermercati. 
In Messico, i conflitti tra i commercianti al dettaglio tradizionali e moderni vengono gestiti a livello municipale e statale. Alcune norme di zonizzazione locali, come quelle nei distretti centrali di Città del Messico e Morelia, hanno proibito ai mercati umidi di operare nei distretti urbani senza fornire ulteriore assistenza ai commercianti al dettaglio. 

#### Stati Uniti
Nell’aprile 2020, The Hill ha riferito che i mercati umidi erano ancora operativi negli Stati Uniti e che gli attivisti per i diritti degli animali chiedevano la chiusura dei mercati umidi, oltre alle loro richieste esistenti di chiudere i mercati di animali vivi e gli allevamenti intensivi. 
I mercati umidi erano comuni a New York City fino a quando la refrigerazione non è diventata comune nel XX secolo. Dagli anni '90 al 2020, il numero di mercati umidi di animali vivi a New York City è quasi raddoppiato. A partire dal 2020, ci sono più di 80 mercati umidi a New York City che immagazzinano animali vivi e li macellano su richiesta per i clienti. Si tratta per lo più di mercati di pollame situati in comunità di immigrati dei distretti esterni dove sono culturalmente significativi e presentano bassi rischi per la salute pubblica rispetto ai mercati della fauna selvatica e ad altri tipi di mercati umidi esotici.

### Europa

#### Francia
Il mercato internazionale di Rungis nella regione dell'Île-de-France, creato nel 1969, è il più grande mercato di prodotti alimentari freschi di tutta Europa, che vende prodotti alimentari provenienti sia dall'interno che dall'esterno dell'Île-de-France. Il più grande mercato alimentare all'ingrosso del mondo, e forse anche il più grande mercato di prodotti alimentari freschi, vengono offerti vari prodotti alimentari, tra cui pecore e anguille. Nel 1972, 6000 tonnellate di frutta e verdura venivano spedite al mercato ogni giorno. 

#### Irlanda
L'Iveagh Markets di Dublino era un mercato coperto diviso in un mercato secco che vendeva vestiti e un mercato umido che vendeva pesce, frutta e verdura. Il mercato fu operativo dal 1906 e negli anni '80 era diventato fatiscente. Le ultime bancarelle chiusero negli anni '90 e l'edificio è ancora abbandonato nel 2018 nonostante i falliti tentativi di riqualificare il sito in un nuovo complesso di mercato alimentare. 

#### Italia
Il mercato di Porta Palazzo, nella città nord-occidentale di Torino, è il più grande mercato di strada d'Europa, con circa un centinaio di produttori di alimenti freschi che vendono i loro prodotti nel pieno della stagione nel quartiere storico della città. Le autorità torinesi, lavorando insieme a quelle del mercato, hanno sempre più tentato di riconfigurare la percezione del mercato da parte del pubblico come uno spazio multiculturale e un sito per il turismo, caratterizzato da una cucina da tutto il mondo. 

### Oceania

#### Australia
Nel 2020, SBS ha riferito che i mercati umidi erano un tempo comuni in Australia e sono stati gradualmente chiusi nel tempo man mano che i macelli venivano centralizzati e spostati lontano dalle città. I media Daily Mercury e Herald Sun, così come il ministro dell'agricoltura David Littleproud e il leader del partito laburista Anthony Albanese, hanno descritto vari mercati di carne fresca, pesce e prodotti ortofrutticoli in Australia, come il Sydney Fish Market e il Melbourne Fish Market, come mercati umidi in risposta alle richieste internazionali di vietare tale tipologia di mercati.